# Real-time Transport Protocol
Real time transfer protocol (RTP), tiếng Việt gọi là giao thức truyền tải thời gian thực, là một giao thức mạng để chuyển tập tin, video, âm thanh qua mạng IP. RTP được sử dụng rộng rãi trong các hệ thống truyền thông và giải trí liên quan đến các streaming media như gọi điện thoại, các ứng dụng hội nghị truyền hình, các dịch vụ truyền hình và các tính năng push-to-talk dựa trên nền web.
RTP chạy trên giao thức UDP (User Diagram Protocol), RTP được sử dụng kết hợp với RTP Control Protocol (RTCP). Trong khi RTP mang các luồng truyền thông (ví dụ: âm thanh và video), RTCP được sử dụng để giám sát số liệu truyền tải và chất lượng dịch vụ (QoS) và đồng bộ hóa nhiều luồng. RTP là một trong những cơ sở kỹ thuật của Voice over IP và trong ngữ cảnh này thường được sử dụng kết hợp với một giao thức báo hiệu như Session Initiation Protocol (SIP) thiết lập kết nối qua mạng.
RTP được phát triển bởi Nhóm công tác về Giao thông Audio-Video của Lực lượng đặc trách về kỹ thuật Internet (IETF) và được công bố lần đầu tiên vào năm 1996 dưới dạng RFC 1889, được thay thế bởi RFC 3550 vào năm 2003.